# Ensisheim
Ensisheim là một xã trong tỉnh Haut-Rhin, thuộc vùng Grand Est của nước Pháp, có dân số là 6.640 người (thời điểm 1999).

## Thông tin nhân khẩu
| 1962  | 1968  | 1975  | 1982  | 1990  | 1999  |
| ----- | ----- | ----- | ----- | ----- | ----- |
| 4.516 | 5.211 | 5.685 | 5.780 | 6.164 | 6.640 |

## Các thành phố kết nghĩa
- Markdorf, Đức